# Ніколаєвка (Осакаровський район)
Нікола́євка (каз. Николаевка) — село у складі Осакаровського району Карагандинської області Казахстану. Адміністративний центр Ніколаєвського сільського округу.
Населення — 424 особи (2021; 584 у 2009, 679 у 1999, 1034 у 1989).
Національний склад станом на 1989 рік:
- росіяни — 46 %.